# W Radio (Colòmbia)
W Radio Colombia és una estació de ràdio colombiana de programació general que pertany a Grupo Prisa com a filial de Caracol Radio. Va començar en 1973 com a estació contemporània d'adults Caracol estéreo. És part del sistema W Radi, amb xarxes a Mèxic, els Estats Units, Panamà i Xile. L'estació és més coneguda per l'informatiu matutí "La W", presentat per Yamit Palacio, Julio Sánchez Cristo, Alberto Casas Santamaría, Félix de Bedout i Juan Pablo Calvás.

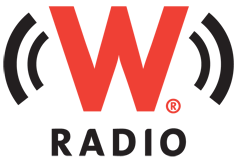

Des del migdia la línia editorial de notícies està a càrrec de la periodista colombiana Adriana Alvarez Uribe, amb el suport de tot l'equip de periodistes nacionals i internacionals.

## Història

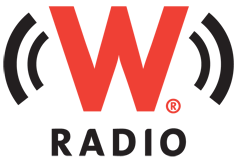

Abans de 1990, la ràdio FM a Colòmbia es dedicava gairebé exclusivament a la música, a causa del decret de 1975 emès pel Ministeri de Comunicacions que limitava a 60 minuts diaris el temps que una estació FM podia dedicar a «programes informatius, periodístics o esportius». Aquestes restriccions es van relaxar a principis dels anys 90, que va permetre a les emissores FM difondre notícies. Viva FM va ser una de les novetats pioneres del matí en la banda FM, a partir de 1991 en Caragol Estèreo, presentada per Julio Sánchez Cristo. Sánchez Cristo va sortir el 1996 a RCN Radio (Radio de RCN), creant La FM (La FM), un programa similar a l'aleshores recentment creada estació homònima. Viva FM va continuar amb la direcció de Roberto Pombo fins 2003, quan Sánchez va tornar a l'aleshores nova W Radio.

## Freqüències
| Ciutat                       | Nom comercial        | Freqüència | Codi d'identificació |
| ---------------------------- | -------------------- | ---------- | -------------------- |
| Arauca                       | W Radio              | 102.3 FM   | HJC34                |
| Armenia                      | W Radio              | 106.4 FM   | HJO84                |
| Barranquilla                 | W Radio              | 97.6 FM    | HJH26                |
| Àrea Metropolitana de Bogotà | W Radio              | 99.9 FM    | HJLN                 |
| Àrea Metropolitana de Bogotà | W Radio              | 690 AM     | HJCZ                 |
| Bucaramanga                  | W Radio              | 90.7 FM    | HJQ72                |
| Bucaramanga                  | W Radio              | 1270 AM    | HJTX                 |
| Cali                         | W Radio              | 95.5 FM    | HJMQ                 |
| Cali                         | W Radio              | 700 AM     | HJCX                 |
| Cartagena                    | W Radio              | 107.5 FM   | HJA25                |
| Turbaco                      | W Radio              | 107.5 FM   | HJA25                |
| Cúcuta                       | W Radio              | 99.9 FM    | HJO65                |
| Cúcuta                       | W Radio              | 1250 AM    | HJHS                 |
| Duitama                      | W Radio              | 1150 AM    | HJGJ                 |
| Ibagué                       | W Radio              | 96.3 FM    | HJB81                |
| Manizales                    | W Radio              | 101.7 FM   | HJB62                |
| Medellín                     | W Radio              | 90.9 FM    | HJE72                |
| Medellín                     | W Radio Q´Hubo Radio | 830 AM     | HJDM                 |
| Montería                     | W Radio              | 107.5 FM   | HJA21                |
| Neiva(*)                     | Bésame               | 1210 AM    | HJFR                 |
| Neiva(*)                     | Neiva Estereo        | 93.8 FM    | HJU80                |
| Pasto                        | W Radio              | 97.1 FM    | HJD32                |
| Pereira                      | W Radio              | 88.7 FM    | HJB23                |
| Popayán                      | W Radio              | 98.1 FM    | HJK40                |
| Quibdó                       | Ecos del Atrato      | 1400 AM    | HJER                 |
| Santa Marta                  | W Radio              | 101.1 FM   | HJA79                |
| Sincelejo                    | M Radio              | 106.3 FM   | HJB59                |
| Tunja                        | W Radio              | 99.3 FM    | HJCW                 |
| Valledupar                   | La voz del Cañaguate | 860 AM     | HJNJ                 |
| Villavicencio                | W Radio              | 102.3 FM   | HJN24                |
| Freqüències internacionals   |                      |            |                      |
| Madrid, Espanya              | Ke buena             | 103.9 FM   | -                    |
| Miami, Estats Units          | Radio Caracol        | 860 AM     | WSUA                 |

(*) Emet des de les 5 del matí fins a les 2 de la tarda de dilluns a divendres els espais informatius de la W, pel fet que la freqüència 104.3 FM deixés d'emetre's arran de la devolució de la freqüència per part de Caracol Radio al seu propietari el Sistema AS del periodista Edgar Artunduaga (QEPD), per a establir novament l'emissora Tolida Stereo a partir de l'1 de gener de 2019.